# Veslehø
Die Veslehø (norwegisch für Kleine Anhöhe) ist eine Anhöhe im ostantarktischen Enderbyland. Er ragt nördlich des Kampen auf.
Die Benennung geht vorgeblich auf russische Wissenschaftler zurück.